# Guy Lefranc (personnage)
Pour les articles homonymes, voir Lefranc et Guy Lefranc.
Guy Lefranc est un personnage de fiction de bande dessinée Lefranc, créé par Jacques Martin pour La Grande Menace en 1952.

## Biographie
Guy Lefranc est probablement né dans les années 1920, reporter avant de devenir journaliste.

### L'origine de son nom
Bien qu'Alix soit d'origine gauloise, l'alter ego moderne peut être un Franc, Jacques Martin donne alors naissance à son personnage Guy Lefranc. C'est un sympathique reporter dans la lignée de Joseph Kessel et d'Albert Londres.
Ce personnage-ci n'a absolument rien à voir avec le réalisateur Guy Lefranc (1919-1994).